# Sriwijaya Air-vlucht 182
Sriwijaya Air-vlucht 182 was een passagiersvlucht van Soekarno-Hatta International Airport, Jakarta, naar Supadio International Airport, Pontianak, in Indonesië. Op 9 januari 2021 verdween de vlucht vier minuten na het opstijgen van de radar. De lokale autoriteiten bevestigden dat het toestel was gecrasht nabij de Duizendeilanden voor de kust van Pulau Laki in de Javazee.

## Het toestel
Het betrokken toestel was een Boeing 737-500, met het registratie PK-CLC. Het was in 1994 gebouwd door de Amerikaanse vliegtuigbouwer Boeing voor Continental Airlines. Op 15 mei 2012 werd het toestel aangekocht door Sriwijaya Air ter vervanging van haar Boeing 737-200-vloot.

## De vlucht

Route van het toestel

Het toestel steeg met ruim een uur vertraging vanwege de moessonregen om 14:36 uur lokale tijd op vanuit Jakarta en zou volgens planning om 15:40 uur lokale tijd aan moeten komen in Pontianak.
Vlucht 182 klom naar een hoogte van 13.000 voet (±4000 m), waarna het plotseling een draai naar rechts maakte en een sterke daling inzette. Er werd geen "mayday" oproep gedaan en op vragen van de luchtverkeersleiding over de toestand van de vlucht werd niet meer gereageerd.
Er waren 50 passagiers en 12 bemanningsleden (waarvan 6 als passagier en 6 in functie) aan boord.

## Berging
Direct na de eerste meldingen van lokale vissers die de crash hadden gezien, kwam een zoekactie op gang. Op de plaats van de crash werden lichaamsdelen, stukken kleding, wrakstukken en vliegtuigbrandstof in zee aangetroffen. Er werden geen overlevenden gevonden. Vanaf 10 januari werd door een duikteam, met enige onderbreking vanwege het slechte weer, gezocht naar overblijfselen onder water. Het merendeel van de wrakstukken werden aangetroffen op een diepte van 17–23 meter. In de loop van de dag werden de eerste ping-signalen opgevangen van de vluchtrecorders. Op 12 januari werd de flightdatarecorder van het toestel uit zee geborgen. De zoektocht naar de cockpitvoicerecorder moest wegens het slechte weer worden uitgesteld.
Op 15 januari werd de omhulling van de voicerecorder geborgen, maar de geheugeneenheid ontbrak.
Op 21 januari werd door de Indonesische opsporings- en reddingsdienst BASARNAS bekendgemaakt dat de zoektocht naar slachtoffers en brokstukken van het toestel werd gestaakt. Op dat moment waren 122 vliegtuigonderdelen geborgen, waaronder een van de straalmotoren. De zoektocht naar de geheugeneenheid van de voicerecorder werd nog wel voortgezet door de NTSC.
Op 31 maart werd bekend dat duikers de cockpitvoicerecorder hebben gevonden.

## Onderzoek naar de oorzaak van de ramp

Hoogte (blauw) en snelheid (oranje) van het toestel

Een voorlopig onderzoeksrapport werd gepresenteerd op 10 februari. Daarin wordt geconstateerd dat tijdens de klimvlucht de linker gashendel van positie veranderde (het vermogen nam af) terwijl de rechter gashendel niet van positie veranderde. Hierdoor ontstond er asymetrie in de voorstuwing van het vliegtuig. Kort nadien verongelukte het vliegtuig. 
Er wordt verder onderzoek gedaan naar het functioneren van het autothrottle-systeem: het systeem vertoonde tijdens eerdere vluchten mankementen.